# Morti nel 1979/Agosto
| Questa pagina contiene informazioni ricavate automaticamente dalle voci biografiche con l'ausilio del template Bio e di un bot. L'aggiornamento è periodico e automatico e ricostruisce completamente la pagina. Se manca una persona in questa lista, sei pregato di non aggiungerla, ma accertati piuttosto che la sua voce biografica contenga il template Bio e che i dati anagrafici siano correttamente compilati. Se il template Bio manca, inseriscilo tu stesso o, in alternativa, metti l'avviso {{tmp\|Bio}} che ne segnala la mancanza. Se i dati riportati sono sbagliati, correggi direttamente la voce biografica; le modifiche saranno visibili in questa lista entro pochi giorni. Per chiarimenti vedi il progetto biografie. La lista contiene solo le 90 persone che sono citate nell'enciclopedia e per le quali è stato implementato correttamente il template Bio. Pagina aggiornata al 3 mar 2024. |

- 1º agosto - Li Ji, archeologo cinese (n. 1896)
- 1º agosto - Jone Romano, attrice italiana (n. 1898)
- 1º agosto - Aldo Turchetti, medico italiano (n. 1909)
- 2 agosto - Víctor Raúl Haya de la Torre, politico peruviano (n. 1895)
- 2 agosto - Maria Adelaide di Savoia-Genova, principessa italiana (n. 1904)
- 3 agosto - Renato Bottacini, dirigente sportivo, allenatore di calcio e calciatore italiano (n. 1901)
- 3 agosto - Renato Fasano, compositore, pianista e direttore d'orchestra italiano (n. 1902)
- 3 agosto - Bertil Ohlin, economista e politico svedese (n. 1899)
- 3 agosto - Alfredo Ottaviani, cardinale e arcivescovo cattolico italiano (n. 1890)
- 3 agosto - Enrico Sala, ciclista su strada italiano (n. 1891)
- 4 agosto - Ivar Johansson, lottatore svedese (n. 1903)
- 5 agosto - Christine Böhm, attrice austriaca (n. 1954)
- 5 agosto - Fred Karger, compositore e musicista statunitense (n. 1916)
- 5 agosto - Charles Simons, calciatore belga (n. 1906)
- 6 agosto - Maria Giacchino Cusenza, pianista e compositrice italiana (n. 1898)
- 6 agosto - Kurt Kasznar, attore austriaco (n. 1913)
- 6 agosto - Feodor Felix Konrad Lynen, biochimico tedesco (n. 1911)
- 6 agosto - Plinio Martini, scrittore e insegnante svizzero (n. 1923)
- 6 agosto - Wando Persia, calciatore e allenatore di calcio italiano (n. 1913)
- 7 agosto - Leonida Bertucci, calciatore e allenatore di calcio italiano (n. 1896)
- 7 agosto - Anita Farra, attrice e sceneggiatrice italiana (n. 1905)
- 7 agosto - Hazel Keener, attrice statunitense (n. 1904)
- 9 agosto - Charles Spinasse, politico francese (n. 1893)
- 9 agosto - Raymond Washington, criminale statunitense (n. 1953)
- 10 agosto - Diego Calcagno, poeta, giornalista e sceneggiatore italiano (n. 1901)
- 10 agosto - Luigi Cavasonza, calciatore italiano (n. 1886)
- 10 agosto - Dick Foran, attore statunitense (n. 1910)
- 10 agosto - Walther Gerlach, fisico tedesco (n. 1889)
- 10 agosto - Ángel León, tiratore a segno spagnolo (n. 1907)
- 10 agosto - John Joseph Wright, cardinale statunitense (n. 1909)
- 11 agosto - Michail An, calciatore sovietico (n. 1952)
- 11 agosto - James Gordon Farrell, scrittore britannico (n. 1935)
- 11 agosto - Vladimir Fëdorov, calciatore sovietico (n. 1956)
- 11 agosto - Georgij Vasil'evič Florovskij, teologo russo (n. 1893)
- 11 agosto - Antonina Makarova, infermiera e criminale di guerra russa (n. 1920)
- 12 agosto - Gilbert Cesbron, scrittore e filosofo francese (n. 1913)
- 12 agosto - Ernst Boris Chain, farmacologo e biochimico tedesco (n. 1906)
- 12 agosto - Alberto Mario Pucci, ingegnere, architetto e urbanista italiano (n. 1902)
- 13 agosto - John Bunn, allenatore di pallacanestro e dirigente sportivo statunitense (n. 1898)
- 13 agosto - Takehiko Fukunaga, poeta, traduttore e romanziere giapponese (n. 1918)
- 13 agosto - Carlo Izzo, critico letterario, anglista e traduttore italiano (n. 1901)
- 13 agosto - Johanna Martzy, violinista ungherese (n. 1924)
- 13 agosto - Wilhelm Oxenius, militare tedesco (n. 1912)
- 13 agosto - Renato Raccis, calciatore italiano (n. 1922)
- 14 agosto - Georges Berthet, sciatore di pattuglia militare francese (n. 1903)
- 14 agosto - Michail Ogon'kov, calciatore sovietico (n. 1932)
- 15 agosto - Paul Bouque, missionario e vescovo cattolico francese (n. 1896)
- 15 agosto - Pierre Ganne, presbitero, teologo e filosofo francese (n. 1904)
- 16 agosto - John Diefenbaker, politico canadese (n. 1895)
- 16 agosto - Lina Merlin, politica e insegnante italiana (n. 1887)
- 17 agosto - Angelo De Martini, pistard e ciclista su strada italiano (n. 1897)
- 17 agosto - Vivian Vance, attrice e cantante statunitense (n. 1909)
- 17 agosto - Alf Ross, filosofo danese (n. 1899)
- 17 agosto - Carmen Zanti, politica e partigiana italiana (n. 1923)
- 18 agosto - Eileen Bennett Whittingstall, tennista britannica (n. 1907)
- 19 agosto - Mary Millington, attrice pornografica, attivista e imprenditrice britannica (n. 1945)
- 19 agosto - Joel Teitelbaum, rabbino e mistico ungherese (n. 1887)
- 20 agosto - Gérald Cottier, cestista e dirigente sportivo svizzero (n. 1931)
- 21 agosto - Hugo Gamper, politico e avvocato italiano (n. 1934)
- 21 agosto - Stuart Heisler, regista e montatore statunitense (n. 1896)
- 21 agosto - Giuseppe Meazza, calciatore, allenatore di calcio e dirigente sportivo italiano (n. 1910)
- 21 agosto - Jack Milburn, allenatore di calcio e calciatore inglese (n. 1908)
- 22 agosto - Gianni Buffardi, produttore cinematografico, regista e sceneggiatore italiano (n. 1930)
- 22 agosto - James Thomas Farrell, scrittore statunitense (n. 1904)
- 22 agosto - Richard Simonton, imprenditore statunitense (n. 1915)
- 24 agosto - Bernt Evensen, pattinatore di velocità su ghiaccio norvegese (n. 1905)
- 24 agosto - Hanna Reitsch, aviatrice tedesca (n. 1912)
- 25 agosto - Karl-Heinrich Bodenschatz, ufficiale tedesco (n. 1890)
- 25 agosto - Stan Kenton, compositore, direttore d'orchestra e pianista statunitense (n. 1911)
- 25 agosto - Alberto Ruz Lhuillier, archeologo francese (n. 1906)
- 26 agosto - Piero Dallamano, giornalista, critico musicale e critico letterario italiano (n. 1911)
- 26 agosto - Alvin Karpis, criminale canadese (n. 1907)
- 26 agosto - Caddo Matthews, allenatore di pallacanestro statunitense (n. 1925)
- 26 agosto - Leslie Savage, nuotatore britannico (n. 1897)
- 26 agosto - Mika Waltari, scrittore, giornalista e poeta finlandese (n. 1908)
- 27 agosto - Carles Buïgas, architetto e ingegnere spagnolo (n. 1898)
- 27 agosto - Paul Coste-Floret, politico francese (n. 1911)
- 27 agosto - Aka Gündüz Kutbay, musicista turco (n. 1934)
- 27 agosto - Louis Mountbatten, politico, ammiraglio e nobile britannico (n. 1900)
- 28 agosto - Mathieu André, calciatore francese (n. 1909)
- 28 agosto - Calogero Di Bona, militare italiano (n. 1944)
- 28 agosto - Giacomo Pellegrini, politico e partigiano italiano (n. 1901)
- 28 agosto - Tat'jana Konstantinovna Romanova, principessa russa (n. 1890)
- 28 agosto - Konstantin Michajlovič Simonov, scrittore sovietico (n. 1915)
- 29 agosto - Marcel Portout, imprenditore francese (n. 1894)
- 29 agosto - Antonio Sicurezza, pittore italiano (n. 1905)
- 29 agosto - Masataka Taketsuru, imprenditore giapponese (n. 1894)
- 30 agosto - Jean Seberg, attrice statunitense (n. 1938)
- 31 agosto - Maria Accascina, storica dell'arte italiana (n. 1898)
- 31 agosto - Sally Rand, attrice e ballerina statunitense (n. 1904)